# Bruno Romanutti
Bruno Romanutti (Rosario, 5 luglio 1989) è un pallavolista argentino.
Gioca nel ruolo di schiacciatore e opposto nel Puerto San Martín Vóley.

## Carriera
La carriera di Bruno Romanutti inizia nella stagione 2007-08, quando debutta nel campionato argentino col Club Son de Rosario. Nella stagione successiva passa al Puerto San Martín Vóley Club, prima di ritornare al Club Son de Rosario per il campionato 2009-10. Dopo una stagione passata col Club Atlético Sarmiento, torna a vestire la maglia del Puerto San Martín Vóley nell'annata 2011-12, per poi giocare la stagione 2012-13 col Buenos Aires Unidos; nel 2013 debutta nella nazionale argentina, con la quale si aggiudica la medaglia d'argento al campionato sudamericano.
Nel campionato 2013-14 viene ingaggiato per la prima volta da un club estero, andando a giocare con l'Effector Kielce Świętokrzyska Siatkówka nella PlusLiga polacca. Nel campionato seguente ritorna in patria, vestendo la maglia dell'UNTreF, che lascia già nella stagione 2015-16, quando fa ritorno al Puerto San Martín Vóley.

## Palmarès

### Premi individuali
- 2012 - Liga Argentina de Voleibol: Giocatore rivelazione
- 2013 - Liga Argentina de Voleibol: Miglior attaccante